# Хрущ Сергій Юрійович
Сергі́й Ю́рійович Хру́щ (3 жовтня 1975, Верхівня, Ружинський район, Житомирська область, Українська РСР — 13 травня 2014, Маячка, Слов'янський район, Донецька область, Україна) — український військовослужбовець, десантник, молодший сержант Збройних сил України, учасник російсько-української війни.

## Життєпис
Закінчив школу, пройшов строкову службу в лавах ЗСУ. Після демобілізації працював у Верхівні трактористом, згодом — на рибкомбінаті «Житомиррибгосп».
З початком російської збройної агресії проти України призваний за мобілізацію 26 березня 2014 року.
Навідник аеромобільно-десантного взводу 4-ї аеромобільно-десантної роти 2-го аеромобільно-десантного батальйону 95-ї окремої аеромобільної бригади (м. Житомир).
Загинув у бою з російськими терористами 13 травня 2014 року під час виконання бойового завдання.

### Бій під Краматорськом
Десантники на двох БТРах супроводжували три вантажівки ГАЗ-66, що везли міномети, воду та продукти на блокпости. О 12:30 на мосту біля дамби на околиці села Маячка (на той час Октябрське) Слов'янського району, що за 20 км від Краматорська, військова колона потрапила в засідку терористів.
У бою при відбитті нападу загинуло 5 десантників — капітан Вадим Заброцький, старший лейтенант Віталій Дульчик, молодший сержант Віталій Рудий, молодший сержант Сергій Хрущ, старший солдат Олександр Якимов. Сержант Олег Славіцький помер від тяжких поранень у гелікоптері під час медичної евакуації, ще 8 бійців поранені та контужені (серед них — капітан Володимир Бехтер, він був у другому БТРі, старший солдат Денис Білявський, молодший сержант Тарас Ткаліч, молодший сержант Ярослав Голяченко).
Перша граната з РПГ влучила в головний БТР-80, який вже заїхав на міст. Він зупинився, перекривши дорогу іншим машинам. Одночасно нападники відкрили шквальний вогонь зі стрілецької зброї. Загинули старший лейтенант Дульчик, молодший сержант Рудий та молодший сержант Хрущ, які їхали на броні БТРа. Другий БТР в'їхав у головний, зіштовхнув його вліво й розблокував дорогу. Однак у нього також влучила граната, просто в моторний відсік, і, проїхавши ще метрів 20, машина зупинилася. Під шквальним вогнем опинилися й вантажівки, одна з них повністю згоріла. Водій головного БТРа Сергій Соловйов зумів завести двигун і виштовхати другий БТР з-під обстрілу. Бій тривав близько години. Після «зачистки» території на місці засідки виявлено заздалегідь обладнані позиції, контейнери від гранатометів РПГ-22 і РПГ-26 та гільзи від снайперських гвинтівок. Нападники пересувалися на двох автомобілях «Газель» і «Жигулі». Кілька терористів під час бою також зазнали поранень, про що свідчать сліди крові та рештки бронежилетів. За даними Міноборони України, нападники втратили щонайменше 5 бійців: один загинув, 4 важко поранені.
17 травня Сергія поховали на кладовищі села Верхівня. Залишились мати, дружина Людмила та троє неповнолітніх дітей.

## Нагороди
19 липня 2014 року — за особисту мужність і героїзм, виявлені у захисті державного суверенітету та територіальної цілісності України, відзначений — нагороджений орденом «За мужність» III ступеня (посмертно).